# 卡斯特鎮區 (堪薩斯州米切爾縣)
卡斯特鎮區（英語：Custer Township）為美國堪薩斯州米切爾縣轄下的鎮區。2010年美国人口普查中該鎮區人口有110人。

## 地理
卡斯特鎮區涵蓋總面積為93.98平方（36.29平方英里），其中93.96平方（36.28平方英里）為陸地，0.03平方（0.012平方英里）或0.03%為水域。海拔高度505（1,657英尺）。

## 人口統計
根據2010年美國人口普查，卡斯特鎮區人口有110人，住房91戶，人口密度為1.17人/每平方公里。此鎮區居民之種族中，白人有109人，非裔美國人有0人，美洲原住民有1人，亞裔美國人有0人，太平洋島裔美國人有0人，其他種族有0人，混血種族則有0人。此外此鎮區有1人為西班牙裔或拉丁裔美國人。

## 交通

### 主要公路
- 181號堪薩斯州州道